# روبرت بورغس
روبرت جورج بورغس (بالإنجليزية: Robert Burgess)‏ (23 أبريل 1947 - 21 فبراير 2022) عالم اجتماع وأكاديمي بريطاني. عُيَّن نائباً لمدير جامعة ليستر في عام 1999. كان رئيساً للجمعية البريطانية لعلم الاجتماع في الفترة من 1989 إلى 1991 ورئيساً لمجلس إدارة شركة GSM London المتخصصة في تطوير التعليم. 
ولد بورغس في ستورمينستر في 23 أبريل 1947. التحق بمدرسة الملك آرثر في وينكانتون. ولاحقاً قام بالتدريس لمدة عام في مدرسة كنيسة في مقاطعة كينت. 
حصل بورغيس على درجة البكالوريوس من جامعة دورهام في عام 1971 ودرجة الدكتوراه من جامعة وارويك في عام 1981.